# Alejandra Grepi
Alejandra Grepi est une actrice espagnole née le 6 avril 1962.

## Filmographie
- 1980 : Hay un fantasma en mi cama : Baroness
- 1980 : Hijos de papá : María Antonia
- 1980 : Nefele y las seductoras de Lesbos
- 1982 : Freddy, el croupier
- 1982 : Tac-tac
- 1982 : Adulterio nacional
- 1982 : Los Autonómicos
- 1984 : Playboy en paro
- 1984 : Dos mejor que uno
- 1986 : Oficio de muchachos : Carmen
- 1986 : Hay que deshacer la casa
- 1987 : La Forêt animée (El bosque animado) : Hermelinda
- 1990 : La Cruz de Iberia : Paloma
- 1990 : Detectives sin piedad
- 1990 : La Forja de un rebelde (feuilleton TV) : Concha
- 1990 : El Anónimo... ¡vaya papelón! : Charo
- 1991 : El Quijote de Miguel de Cervantes (feuilleton TV) : Luscinda
- 1991 : Le Roi ébahi (El Rey pasmado) : Doña Bárbara
- 1992 : Primer amor (série TV)
- 1992 : La Mujer de tu vida 2: Las mujeres de mi vida (TV)
- 1992 : Los Mares del sur : Charo
- 1993 : ¿Por qué lo llaman amor cuando quieren decir sexo? : Celia
- 1994 : Historias de la puta Mili (série TV) : La capitana médico
- 1994 : La Leyenda de la doncella : Marcela
- 1996 : Brujas : Mujer de la heladería
- 1997 : Los Siete pecados capitales : Avaricia
- 2002 : Salvaje (TV) : Verónica
- 2013 : Le Légendaire n°17 (Легенда № 17) de Nikolaï Lebedev : Begonia